# F1 Фільм
«F1 Фільм» (англ. F1) — американський спортивний драматичний фільм режисера Джозефа Косинські за сценарієм Ерена Крюгера про чемпіонат з автоперегонів, створений у співпраці з FIA. У фільмі зіграли Бред Пітт, Дамсон Ідріс, Керрі Кондон, Тобайас Мензіс і Хав'єр Бардем.

## Синопсис
Сонні Хейс (Бред Пітт), пілот Формули-1, який брав участь у перегонах у 1990-х роках, потрапив у жахливу аварію, що змусило його покинути Формулу й податися в інші дисципліни. Власник команди (Хав’єр Бардем) зв’язується з Хейсом і просить його піти на пенсію та стати наставником вундеркінда-новачка Джошуа Пірса (Дамсон Ідріс) у команді Expensify Apex Grand Prix (APXGP).

## Акторський склад
- Дистриб'ютор: «Kinomania Film Distribution»
- Студія дубляжу: «Postmodern»
- Перекладач: Оксана Янчук
- Режисерка дубляжу: Катерина Брайковська
- Звукорежисер: Андрій Желуденко
- Координатор проєкту: Юлія Кузьменко
- Ролі також дублювали:
  - Марина Локтіонова
  - Тамара Морозова
  - Дмитро Вікулов
  - Павло Голов
  - Дмитро Сова
  - Ярослав Чорненький
  - Роман Солошенко
  - Вікторія Мотрук
  - Аліна Проценко та інші

| Актор             | Роль                                      | Актор дубляжу       |
| ----------------- | ----------------------------------------- | ------------------- |
| Бред Пітт         | Сонні Гейс                                | Андрій Твердак      |
| Керрі Кондон      | Кейт                                      | Анна Бащева         |
| Хав'єр Бардем     | Рубен                                     | Володимир Кокотунов |
| Дамсон Ідріс      | Джошуа Пірс                               | Євгеній Лісничий    |
| Девід Крофт       | коментатор                                | Максим Подзігун     |
| Мартін Брандл     | коментатор                                | Євгеній Янович      |
| Джозеф Балдеррама | Ріко                                      | Михайло Тишин       |
| Вілл Меррік       | Г'ю                                       | Юрій Кудрявець      |
| Кім Бодня         | Каспар                                    | Олег Лепенець       |
| Тобайас Мензіс    | Пітер Беннінг                             | Роман Чорний        |
| Самсон Кайо       | Кешман менеджер та двоюрідний брат Джошуа | Роман Молодій       |
| Сара Найлс        | Бернадетт Пірс мати Джошуа                | Олена Узлюк         |
| Абдул Селіс       | Додж                                      | Денис Жупник        |
| Каллі Кук         | Джоді                                     | Вікторія Тишкевич   |
| Шей Віґем         | Чіп Гарт                                  | Володимир Терещук   |
| Саймон Кунц       | Дон коментатор перегонів                  | Дмитро Завадський   |

Крім того, всі десять команд Формули-1, водії та члени команд, включаючи Льюїса Гамільтона, Макса Ферстаппена, Карлоса Сайнса-молодшого, Серхіо Переса, Джорджа Расселла, Шарля Леклера, Ландо Норріса, Оскара Піастрі, Ленса Стролла, Естебана Окона, П'єра Гаслі та Фернандо Алонсо з'являться в образах самих себе.

## Виробництво
3 грудня 2021 року розпочалася тендерна війна ставок за фільм без назви з Бредом Піттом у головній ролі. У торгах брали участь такі студії, як Paramount Pictures, Metro-Goldwyn-Mayer, Sony Pictures, Universal Pictures і Walt Disney Pictures, а також стрімінгові сервіси Netflix, Apple TV+ і Amazon Studios (зараз Amazon MGM Studios). За свою участь Пітт отримав 30 мільйонів доларів.
У листопаді 2022 року Клаудіо Міранда оголосив, що стане оператором фільму. У квітні 2023 року після тривалого кастингу, який включав шорт-лист акторів за кермом автомобіля, був найнятий Демсон Ідріс. Керрі Кондон і Тобіас Мензіс приєдналися до акторського складу в наступні місяці. Пізніше до акторського складу доєдналися Сара Найлз і Сімон Ешлі.
Перед зйомками Пітт та Ідріс тестували боліди Формули-3 та Формули-2 на автодромі Поль Рікар у Франції. У липні 2023 року на автодромі Сільверстоун у Великій Британії розпочалися основні зйомки, включаючи зйомки під час Гран-прі Великої Британії 2023 року 8–9 липня. Пітт керував модифікованим болідом Формули-2 з доданим аеропакетом Формули-1 під час гоночного уїк-енду, але не на офіційній сесії Формули-1. Автомобіль був створений у співпраці з командою Mercedes-AMG F1 і Carlin Motorsport. Зйомки також проходили на трасах Хунгароринг, Спа-Франкоршам, Монца, Зандворт, Судзука, Автодром імені братів Родрігес, Лас-Вегас і Яс-Марина. Під час розмови з колишнім пілотом "Формули-1", а тепер коментатором Sky Sports Мартіном Брандлом на Гран-прі Великобританії 2023 року, Пітт підтвердив, що Хав’єр Бардем зіграє одну з ключових ролей. 5 липня 2024 року фільм отримав назву F1; прем'єра тизер-трейлера відбулася перед Гран-прі Великобританії 2024 року.
У травні 2024 року Метью Беллоні повідомив, що бюджет фільму становить 300 мільйонів доларів.

## Музика
Під час Гран-прі Австрії 2024 року Ганс Циммер оголосив, що він буде автором музики до фільму, що стане його другою співпрацею з Косинські після «Найкращий стрілець: Маверік» (2022).

## Випуск
У червні 2022 року Apple придбала права на дистрибуцію в рамках пакетної угоди вартістю 130-140 мільйонів доларів до виплати додаткової компенсації. У червні 2024 року Warner Bros. Pictures придбала права на кінотеатральну дистрибуцію у Apple, і наразі заплановано вихід фільму у форматі IMAX на міжнародний прокат 25 червня 2025 року, а на внутрішній — 27 червня 2025 року. Пізніше він стане доступним на Apple TV+.